# Nora bergslag
Nora bergslag är ett historiskt bergslag i trakten runt Noraskog. Det kan avse både den historiska korporationen av bergsmän och andra som bedrev bergsbruk i denna trakt, och regionen i sig som historiskt har varit präglat av detta bergsbruk. 

## Avgränsningar
Nora bergslag är en del av järnbergslagen i trakten runt Västra berget i Närke (Västra bergslagen i Närke), och såsom bergslag var det starkt förknippat med Linde bergslag. Dess bergsprivilegier utfärdades enligt en traditionell uppfattning under 1300-talet, men historiska källor från medeltiden är få och kunskapen om det tidiga bergsbruket bristfällig. Bergsbruket torde dock ha varit orsaken till bebyggelsen av området. 
Bergslagen innefattade även området runt Karlskoga, Järnboås, Hällefors och Grythyttan samt Hjulsjö, vilka sedan under 1600-talet bildade egna bergslag. Eftersom det saknas källor om det medeltida bergsbruket, torde det ha varit av liten betydelse. Först under 1500-talet blev produktionen mer betydande, samtidigt som större områden kom att innefattas i Nora bergslag. Lindesberg utgjorde en egen socken, men dess bergsbruk innefattades i Noraskogs bergslag. År 1550 fanns omkring 90 hyttor i Nora och Linde bergslager. Det var framför allt järnmalm som utvanns.

## Medeltiden
På grund av bergsregalet ägde inte bergsmännen malmen som de utvann, och som en följd av detta utfärdade kronan privilegiebrev för att reglera bergsbruket och dess inkomster. Det första privilegiebreven är skrivna av Magnus Eriksson för järnbergslagen är från 7 november 1340 och gäller Västra berget i Närke. Detta omfattar bevisligen Lekebergslagen, men enligt en traditionell uppfattning omfattades även Noraskog i dessa privilegier. Privilegiebrevet innehöll en stadga om bergsfriden där var och en som sökte tillflykt i bergslaget, efter att målsäganden förnöjts och så länge det inte var en mördare eller förrädare, skulle vara fria till liv och egendom.
Järnbergslagen hade under medeltiden ingen bergmästare, utan bruket styrdes av en bergsfogde med domsrätt (därav "bergslag") som hade till uppgift att tillsammans med 12 rådgivare bevaka bergsmannasaker och döma i angelägenheter som rörde bergsbruket.

## Vasatiden till Bergskollegiums upphörande
Bergsfogdens uppgifter övertogs under Gustav Vasas tid av en lagläsare, och dessutom tillsatte kronan en överuppsyningsman. Den förste sådana man känner till var hammarsmeden Markus Klingensten. Efter honom förekommer olika titlar på ledare över bergslaget, såsom bergsöverste. En Peter von Binningen blev år 1600 bergsföreståndare. År 1605 utsågs Tideman Persson till bergsföreståndare över Nora och Linde bergslager - han efterträddes så småningom av Mikel Henriksson. 
Ett par årtionden in på 1600-talet utarrenderade kronan bergslaget med kontrakt som varade i två år åt gången. Förpaktaren, den som arrenderade Nora och Linde bergslager, fick kronans räntor och inkomster samt dess bruk, gruvor, hyttor och gårdar, och skulle döma i mål som rörde bergsbruket. Invånarna i fögderiet ålades att lyda dessa förpaktare. De förste arrendatorerna var Kristoffer Andersson och Anders Bengtsson år 1621. Dessa båda efterträddes efter två år av brukspatronen Gillis De Besche som fick kontraktet förlängt en period, och sedan överlämnade området till Louis De Geer som var förpaktare till 1630. 1631-1650 var fransmannen Andreas Dress förpaktare. Under hans tid inrättades Bergskollegium, och därmed försvann förpaktarens domsrätt. 1637 bildades Femte bergmästardömet, som innefattade Nora och Linde bergslager jämte Närke och Västergötland. Den förste bergmästaren över bergmästardömet var bergsmansonen Sten Andersson. Linde bergslag bröts ut 1845, då det uppgick i Tredje bergmästardömet under Nya Kopparberg. Några kända bergmästare under Bergskollegiums dagar var Jacob Åkerhjelm, Erik Stockenström, Peter Jacob Christiernin, Samuel Troilius d.y. och Carl Oskar Troilius.

## Efter Bergskollegium
Nora bergslag som juridisk enhet försvann liksom alla andra bergslag i och med att Bergskollegium lades ner 1856. Bergmästardömet ombildades detta år till Sjätte distriktet med bas i Nora, och innefattade delar av T och R län, vilket 1875 ombildades till Fjärde eller Mellersta distriktet som omfattade hela T och R län. 1929 uppgick distriktet i Östra distriktet med bas i Stockholm, och innefattade AB, C, D, U och T län, men redan 1937 beslutades om ännu en centralisering då Västra distriktet med bas i Nora bildades och innefattade D, O, P, R, S och T län. 1974 överfördes distriktet till Falun som 1998 övergick i Bergsstaten. Georgi Bergwall var bergmästare över det distrikt som Nora bergslag innefattades i nästan 30 år på 1900-talet.